# Corythoderus loripes
Corythoderus loripes är en skalbaggsart som beskrevs av Johann Christoph Friedrich Klug 1845. Corythoderus loripes ingår i släktet Corythoderus och familjen Aphodiidae. Inga underarter finns listade i Catalogue of Life.